# Szkielet glebowy

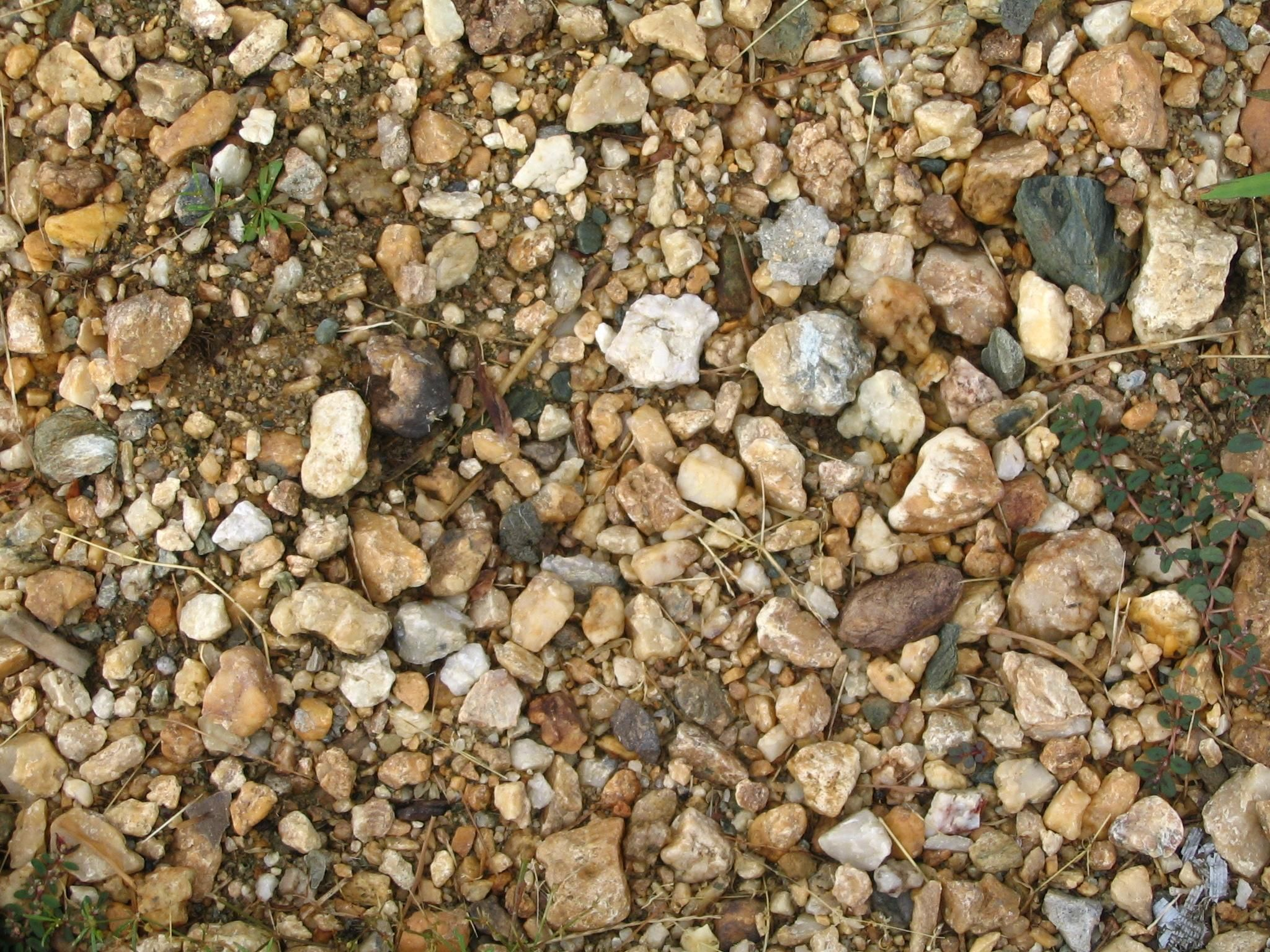
Żwir jako szkielet gleby

Szkielet glebowy (części szkieletowe, frakcje szkieletowe) – część mineralna gleby obejmująca frakcje granulometryczne o średnicy większej niż 2 mm (1 mm). Do szkieletu gleby zalicza się żwir i kamienie, a także głazy i bloki, które występują w materiale glebowym.
W gleboznawstwie mineralny materiał glebowy (nieobejmujący materii organicznej, wody glebowej ani powietrza glebowego), w zależności od średniej wielkości ziaren, dzieli się na części szkieletowe oraz części ziemiste. Granica pomiędzy nimi, w zależności od przyjętego podziału na frakcje, najczęściej wynosi 2 mm lub 1 mm. 
W Polsce od 2008 r. w naukach o glebie obowiązuje, ogłoszona  przez Polskie Towarzystwo Gleboznawcze, „Klasyfikacja uziarnienia gleb i utworów mineralnych", która definiuje szkielet glebowy jako frakcję większą niż 2 mm. Podział ten jest zbieżny z podziałem według Polskiej Normy PN-R-04033. 
| Nazwa frakcji i podfrakcji granulometrycznych                | Symbol                | Średnica ziaren (d) w milimetrach         |
| ------------------------------------------------------------ | --------------------- | ----------------------------------------- |
| A: CZĘŚCI SZKIELETOWE                                        | A: CZĘŚCI SZKIELETOWE | >2                                        |
| I. Frakcja blokowa                                           | b                     | d >600                                    |
| II. Frakcja głazowa                                          | gł                    | 200< d ≤600                               |
| III. Frakcja kamienista                                      | k                     | 75< d ≤200                                |
| IV. Frakcja żwirowa - żwir gruby - żwir średni - żwir drobny | ż - żgr - żśr - żdr   | 2< d ≤75 - 20< d ≤75 - 5< d ≤20 - 2< d ≤5 |
| B: CZĘŚCI ZIEMISTE                                           | B: CZĘŚCI ZIEMISTE    | <2                                        |

W obowiązującym od lat 50. XX w. podziale części mineralnych gleby na frakcje granica pomiędzy częściami szkieletowymi i częściami ziemistymi wynosiła 1 mm. 
| Nazwa frakcji i podfrakcji granulometrycznych | Średnica ziaren (d) w milimetrach |
| --------------------------------------------- | --------------------------------- |
| CZĘŚCI SZKIELETOWE                            | >1                                |
| Kamienie                                      | d >20                             |
| żwir                                          | 1< d ≤20                          |
| CZĘŚCI ZIEMISTE                               | <1                                |

## Charakterystyka
Najczęściej są to okruchy skalne o składzie mineralnym takim samym lub zbliżonym do skał, z których powstały. Często można dostrzec ziarna minerałów, najczęściej kwarcu, ale też spotyka się skalenie, miki, amfibole i in. Stopień obtoczenia żwiru i kamieni zależy od rodzaju transportu ziarna (transport wodny, eoliczny - obtoczone; w górach, z wietrzenia in situ - ostrokrawędziste). Znaczna domieszka frakcji szkieletowych utrudnia uprawę mechaniczną ziemi.

## Analiza
Elementem przygotowania każdej próbki gleby do dalszych analiz laboratoryjnych jest rozdzielenie od siebie części szkieletowych i części ziemistych. Do większości analiz wykorzystuje się jedynie części ziemiste gleby. Po zważeniu suchej próbki odkłada się ręcznie większe części szkieletowe, a pozostały materiał delikatnie rozciera gumowym korkiem w moździerzu i przesiewa przez sito o średnicy oczek 1 lub 2 mm. Pozostały na sicie materiał waży się razem z wcześniej odłożonymi częściami szkieletowymi co pozwala na obliczenie procentowej zawartości szkieletu glebowego.